# Aspö
Aspö je malá vesnice na stejnojmenném ostrově, který je součástí Ostrovního moře a patří pod správu obce Väståboland ve Finsku. Do roku 2009 byl součástí obce Korppoo. Název ostrova ve finštině zní Haapasaari (tento název je však používán velmi zřídka). Vesnice je známa pro svou bílou kapli s červenou střechou. Současná kaple byla postavena v letech 1955–1956, ale svatostánky různých typů v těchto místech existovaly již od středověku. Starý kostel byl zničen během bouře v roce 1949.

## Historie
Během dob Vikingů v letech 800 až 1050 n. l. na ostrově přistáli vikinští obchodníci. Ve 13. století sloužil jako obchodní přístav. Obchodní cesta tehdy spojovala estonský Tallinn a Dánsko. Na počátku 20. století na Aspö žilo pouze 30 lidí. Dnes zde žije jen 10 obyvatel.
Během první světové války až do roku 1917 Aspö sloužil jako ruské námořní vojenské stanoviště. V roce 1944 sloužil jako německá námořní základna, neboť Němci nesměli kotvit na Alandech, které jsou demilitarizovaným územím.
Na počátku 20. století na ostrově měli Rusové vojenskou posádku. Ve 40. letech byl ostrov využíván jako přístav pro ponorky. Roku 1944 Finové umožnili německému námořnictvu využívat Aspö a sousední ostrov Nötö jako základnu Rotbuche.
V současnosti je doprava na ostrov zajištěna trajektem M/S Baldur, který se plaví na lince mezi ostrovem Utö a přístavem v obci Nagu.
Mnoho mužů na Aspö pracuje jako námořní lodivodi a ženy bývají zaměstnány v turistickém ruchu. Co se týče turistických atrakcí, můžeme na ostrově nalézt novou kapli postavenou v letech 1955-1956. Kaple byla obnovena několikrát od roku 1696, například v letech 1728, 1850 a v roce 1905. Chov krav pro mléko na ostrově skončil v 70. letech 20. století, ale pro turistický ruch zde bylo ponecháno asi 10 až 15 kusů dobytka. 